# Советский (Тбилисский район)
Советский — хутор в Тбилисском районе Краснодарского края.
Входит в состав Геймановского сельского поселения.

## География

### Улицы
- ул. Будённого,
- ул. Степная.

## История
В 1958 г. указом Президиума Верховного Совета РСФСР хутор Буденный переименован в хутор Советский.

## Население
| 2002 | 2010 |
| ---- | ---- |
| 207  | ↘144 |